# Izquierdo-lepenismo
En política francesa, el término izquierdo-lepenismo (en francés: gaucho-lepénisme), acuñado y defendido por el politólogo Pascal Perrineau, es utilizado por la sociología electoral y los institutos demoscópicos para designar una fracción del electorado fundamentalmente de izquierda pero que ha desarrollado con el tiempo un rechazo a la inmigración y a ciertas ideas progresistas defendidas por la izquierda tradicional, y que vota, ya sea de forma ocasional o sistemática, por el Frente Nacional. El término es objeto de debate en ciencias políticas, siendo notable la preferencia de la politóloga Nonna Mayer por el término obrero-lepenismo (ouvriéro-lepénisme).

## Nacimiento y expansión del concepto
El término fue utilizado por primera vez por el politólogo Pascal Perrineau, investigador del Centro de Estudio de la Vida Política Francesa (Cevipof) en Le Vote de crise («El voto de crisis»), una obra que analiza los resultados de las elecciones presidenciales francesas de 1995. En estas elecciones, Jean-Marie Le Pen, candidato del Frente Nacional, obtuvo el sufragio del 30 % de los trabajadores manuales (superando en ello a Lionel Jospin) y el 25 % de los desempleados; el 46 % de sus votantes eran trabajadores, manuales o no.
Pascal Perrineau distingue «tres dimensiones» en el izquierdo-lepenismo de 1995:

«Se trataba tanto de un izquierdo-lepenismo de origen — numerosos electores frentistas [votantes del Frente Nacional] procedentes de un electorado de izquierda decepcionado — como de un izquierdo-lepenismo del momento — algunos electores votaron al Frente Nacional mientras seguían reivindicando su pertenencia a la izquierda — y un izquierdo-lepenismo de destino — ciertos electores lepenistas no dudaron en elegir al candidato de izquierda en la segunda vuelta. Estos tres izquierdo-lepenismos marcan diferentes grados de desapego de los electores de izquierda y su adhesión al Frente Nacional. Algunos electores rompen totalmente los lazos con la izquierda y olvidan sus elecciones pasadas. Otros viven la tensión entre una afiliación mantenida a la izquierda y un voto electoral a favor del Frente Nacional. Finalmente, otros invierten sus diversos tropismos políticos en una elección bífida, favorable al Frente Nacional en primera vuelta y orientada a la izquierda en segunda vuelta.»
 

La evolución electoral se produjo en los años 1980: entre 1984 y 1988, la proporción de trabajadores manuales que votó al Frente Nacional pasó del 8 % al 19 %. Desde las presidenciales de 1988, los trabajadores manuales han votado más al Frente Nacional que el conjunto del electorado. Según el politólogo Alexandre Dézé, «es a partir del octavo congreso de 1990 que los dirigentes frentistas se empiezan a interesar por esta temática» (lo «social»). El FN redactó en 1992 las «51 medidas por hacer balance sobre lo social», las cuales, según Dézé, «pasan todas por el prisma de la preferencia nacional  [...], lo que impide por tanto considerarlas como relevantes para orientaciones de izquierda (una constatación que sigue siendo válida en la actualidad). Fue igualmente en esta época cuando el FN rompe por primera vez con el ultraliberalismo». A mediados de los años 1990, el FN hizo de la «defensa de los trabajadores» uno de sus temas de discurso, e incluso adelantó el lema «Lo social es el Frente Nacional», que sería posteriormente retomado por Marine Le Pen. Pascal Perrineau explicó la aparición de este fenómeno por el impacto de la crisis de los años 1990. Gilles Ascaride, Judith Rouan y Thierry Blöss señalaron en 1999 que el mayor trasvase de votos al Frente Nacional desde la izquierda se produjo en el electorado del Partido Socialista.
El trasvase del electorado obrero a la derecha populista no se limita a Francia, sino que también se observa en otros países de Europa. Por este motivo, el investigador neerlandés Ian Buruma calificó en 2002 a las fuerzas populistas que se beneficiaron de este movimiento de «nueva izquierda».
Durante la campaña de las elecciones presidenciales de 2007, Pascal Perrineau empleó igualmente los términos «izquierdo-sarkozismo» e «izquierdo-bayrouísmo» (gaucho-sarkozysme, gaucho-bayrouisme) para evocar la «disonancia» entre la proximidad partidista y la opción elegida que afectaba más a la izquierda que a la derecha, según la cuarta ola del Barómetro Político Francés (BPF). Señaló en marzo de 2007 que el electorado de izquierda dispuesto a votar por un candidato de derecha se unió primero a Nicolas Sarkozy, luego a François Bayrou y solo después a Jean-Marie Le Pen, a la vez que estimaba que «el electorado izquierdo-lepenista se encuentra bastante próximo, en su perfil social y político, al izquierdo-sarkozismo». Durante estas elecciones, los obreros conformaron la categoría social dentro de la cual Le Pen resistía mejor, pasando en 2002 del 23 % al 16 %.
La investigadora Nonna Mayer señaló que, durante las elecciones presidenciales de 2012, Marine de Pen atrajo desde luego para sí a «electores de todas las sensibilidades políticas», pero los izquierdo-lepenistas «son minoritarios» en el seno de su electorado («solamente el 10 %» se situó a la izquierda en el espectro político); en relación con la candidatura de su padre en 2007, «Marine Le Pen supera su media nacional entre los electores situados en el centroderecha y en la derecha, […] y se basa más ampliamente en el vivero electoral de los “ni de izquierda ni de derecha”. Pero no despega en la izquierda».
En 2016, Annick Girardin, ministra de Función Pública, reunió a politólogos y especialistas en el FN para recabar sus consejos frente al ascenso de este partido en el seno de la función pública, percibida como un «feudo tradicionalmente ligado a la izquierda».
Evocando las elecciones presidenciales de 2017, Pascal Perrineau subrayó que «el FN ha obtenido una mayoría absoluta solamente en dos departamentos: Paso de Calais y Aisne», «dos departamentos donde votar a la izquierda es una tradición histórica»; indicó asimismo que los votantes del FN eligieron mayoritariamente a Jean-Luc Mélenchon como segunda opción. La salida de Florian Philippot en septiembre de 2017 fue considerada como «un freno a la dinámica del izquierdo-lepenismo iniciada en 1995».

## Un término debatido en ciencias políticas
El politólogo Pierre Martin rechaza el análisis de Pascal Perrineau al invocar una derechización global del voto obrero entre 1988 y 1995, y el simple mantenimiento en 1995 de un predominio del Frente Nacional sobre el voto obrero de derecha ya adquirido en 1988. En 1997, la politóloga Nonna Mayer estimó que el izquierdo-lepenismo, definido como «la atracción ejercida por el FN sobre la parte del electorado de izquierda, apegada a determinados valores de la izquierda», «corresponde incontestablemente a la realidad», al tiempo que califica la expresión de «discutible, al sugerir erróneamente una síntesis ideológica entre extremismo de izquierda y de derecha». Mayer subrayó asimismo que los votantes izquierdo-lepenistas «ni siquiera son “lepenistas” stricto sensu ya que, al preguntárseles por los motivos de su voto presidencial en 1995, son los que en menor proporción adelantan la personalidad de su candidato» y que «no es entre las filas de la izquierda donde el FN recluta de antemano a sus partidarios, es más bien en la derecha y, más aún, entre quienes no pertenecen a ninguno de los dos bandos».

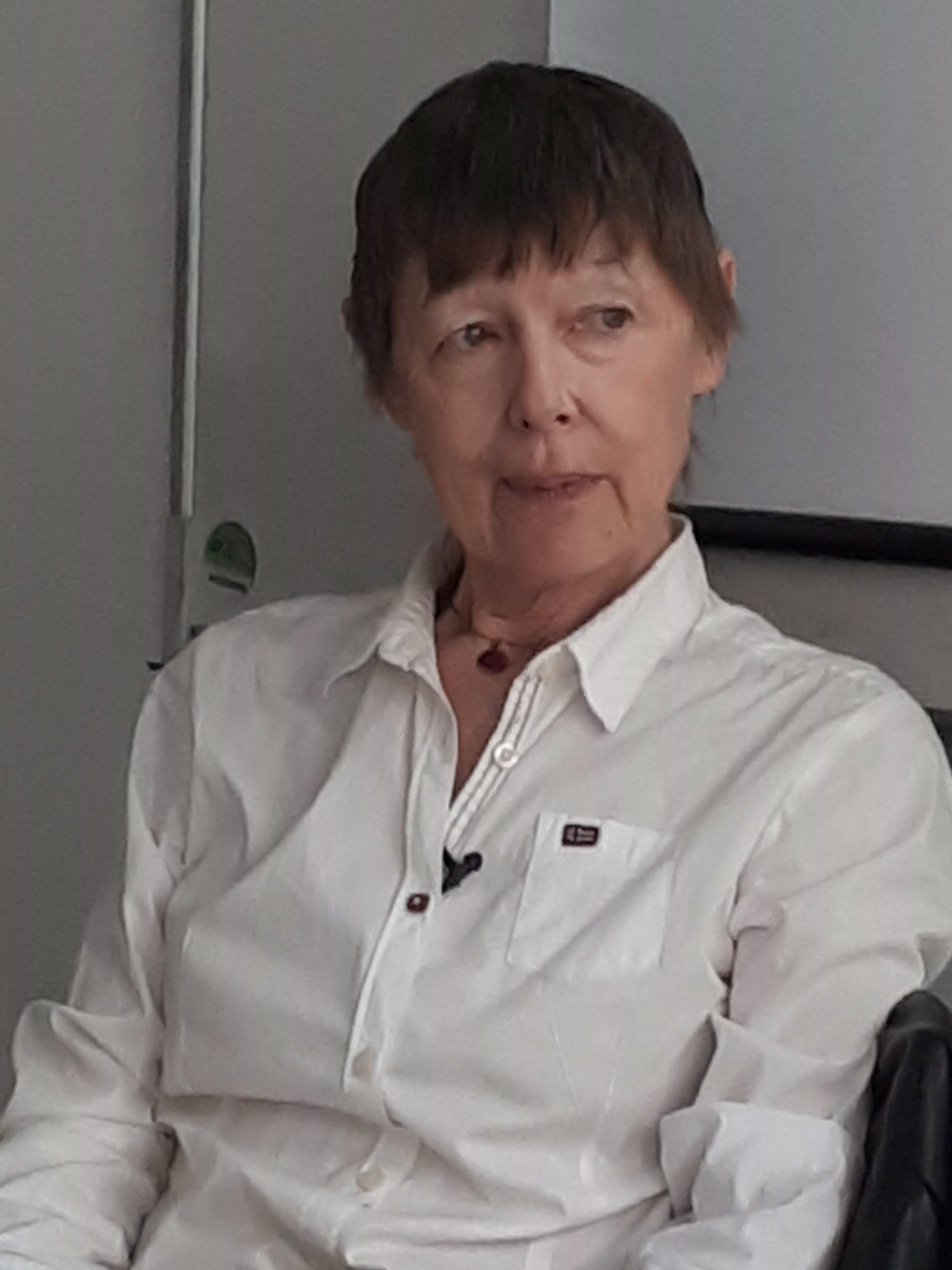
La investigadora Nonna Mayer prefiere el término «obrero-lepenismo».

En su obra Ces Français qui votent FN (1999), Nonna Mayer emplea el término «obrero-lepenista» para designar el intento de Bruno Mégret de desarrollar redes sindicales del FN entre los pequeños empresarios y en las administraciones públicas. Este término es el preferido de Alexandre Dézé, quien considera que «siempre son menos los votantes de izquierda que los obreros (anteriormente abstencionistas o de derecha) los que votan por el FN». Blaise Magnin concuerda con este análisis al calificar el izquierdo-lepenismo de «fantasía incansablemente repetida»: «por una parte, la mayoría de los obreros que hoy votan al FN son antiguos votantes de derecha radicalizados; por otra parte, el primer “partido” obrero es el de la abstención». El politólogo y encuestador de opinión Jérôme Sainte Marie, por su parte, considera que «la teoría del “izquierdo-lepenismo”» está apoyada sobre varios argumentarios sucesivos, cuyo alcance relativiza:
- «el trasvase de votantes comunistas hacia el voto frentista, fenómeno real aunque en gran medida exagerado»;
- «un paralelismo entre los discursos de Olivier Besancenot o de Jean-Luc Mélenchon, por una parte, y de Marine Le Pen, por otra, una empresa arriesgada y sin eco en los sondeos realizados entre los votantes implicados»;
- «mostrar que el Frente Nacional progresa, o progresará, por la izquierda más que por la derecha, lo que parece dudoso».[22]

A la luz de los sondeos realizados durante las elecciones presidenciales de 2007 y 2012, Nonna Mayer asimila el «obrero-lepenismo» a un «derecho-lepenismo» (en francés: droito-lepénisme) y precisa:

«En 2012, no fueron los obreros precarios quienes votaron por Marine Le Pen: ellos prefirieron a François Hollande desde la primera vuelta, cuando no se abstuvieron. Sin embargo, los obreros no precarios votaron en un 36 % por Marine Le Pen. ¿Quiénes son? Los que tienen miedo de caer: son más católicos, tienen un mayor nivel de equipamiento del hogar, viven en mayor proporción fuera de las grandes ciudades, tienen un pequeño diploma, un pequeño algo que tienen miedo de perder.»

Para el investigador Florent Gougou, el voto obrero al FN se explica de tres maneras: «un equilibrio de poder en el seno del electorado obrero de derecha, más favorable a la derecha extrema que a la derecha moderada» durante el avance del FN en los años 1980; una «tendencia a largo plazo a un retroceso del voto de izquierda de los obreros después de los años 1970»; y la renovación generacional del electorado obrero. Gougou también relativiza la importancia de la participación de los obreros en el electorado del FN, subrayando que se elevaba al 50 % en el caso del Partido Comunista Francés durante su apogeo en 1967 y 1978, frente al 30 o 35 % en el caso del FN a partir de 1988. De manera más global, Gougou estima que «la tesis del izquierdo-lepenismo plantea un problema al partir del principio de que un obrero debería naturalmente votar a la izquierda».
En La France au front (Fayard, 2014), Pascal Perrineau afirma que el izquierdo-lepenismo «ha permanecido como una realidad, por mucho que a numerosos analistas les cueste creerlo debido a su carácter atípico. [...] La misma reticencia intelectual, los mismos tabúes, existían en los años 1950 y 1960 con respecto a los análisis que sacaban a la luz resortes comunes entre los totalitarismos comunista y fascista. Esto seguía siendo el caso en los años 1970, cuando Jean-Pierre Faye analizó los lenguajes totalitarios y mostró, mediante su “teoría de la herradura”, la forma en que los extremos ideológicos se habían unido en la Alemania de 1932».
En esta misma obra, Pascal Perrineau considera que el izquierdo-lepenismo, que inicialmente conoció «una dinámica marginal y contenida durante mucho tiempo», ha experimentado desde entonces una «aceleración». Él identifica varios factores para explicar esto:
- el acercamiento de los votantes de izquierda y del Frente Nacional «en torno a un conjunto de preocupaciones nacionales y sociales», «notablemente durante los referendos sobre la cuestión europea, y particularmente durante el de 2005 sobre el tratado constitucional europeo, donde un mismo tropismo social-nacionalista los juntó durante un tiempo»;
- la inversión por parte de Marine Le Pen en «temáticas de izquierda — la República, la laicidad, el Estado y los servicios públicos» y «la dimensión antieuropea de su discurso»;
- «la crisis económica y financiera de 2008 y sus efectos sociales [que] pudieron unir en una misma cólera a votantes extraídos de horizontes políticos diferentes. Este resentimiento es particularmente susceptible de extenderse en tiempos de crisis y en sociedades democráticas donde el valor de la igualdad sigue siendo central, como es el caso de Francia»;
- «rupturas en la transmisión intergeneracional de los sistemas de orientación política», una profundización de la «brecha entre el pueblo de izquierda y las élites que lo representan» sobre «la inmigración, los valores de orden y autoridad, la valorización nacional en relación con outgroups más o menos estigmatizados» y «todo un entramado institucional, sindical y partidista que poco más o menos ha desaparecido de determinados barrios o de determinadas regiones».[25]

En 2017, Pascal Perrineau publicó una nueva obra consagrada a este tema en la que reafirma la validez del concepto de izquierdo-lepenismo.

## Uso en el discurso político
El término tiene diversos usos entre los políticos:
- Jean-Luc Mélenchon (Partido de Izquierda) declaró en junio de 2011, en respuesta a un sondeo de Harris Interactive: «El izquierdo-lepenismo no existe más que en la boca de los burlones. Veo bien que hay una buena sociedad a la que le encantaría meter en el mismo saco todos los extremos». En esta ocasión, destacó sus diferencias con Marine Le Pen.[27]
- Carl Lang (Partido de Francia) afirmó en marzo de 2012 que «hoy día, la señora Le Pen es la representante del izquierdo-lepenismo», pero «no de la derecha nacional». Tras haber ocupado un cargo político en el Frente Nacional, abandonó el partido en 2009 en abierto conflicto con Marine Le Pen.[28]
- Xavier Bertrand (UMP) declaró en mayo de 2013: «El auge de la señora Le Pen se explica por los numerosos decepcionados de François Hollande que se unieron a ella, muy enfadados por haber sido engañados. Se está instaurando una forma de izquierdo-lepenismo. Es cuando la izquierda está en el poder que más aumenta el populismo: ese es el precio de la mentira».[29]